# Neil Smolar
Pour les articles homonymes, voir Smolar.
Neil Smolar est un compositeur canadien de musique de film, de mini-séries et de documentaires venu de l'univers du jazz. Il est devenu homme d'affaires dans le domaine des jeux vidéo.

## Biographie
Neil Smolar a fait ses études à Berklee College of Music et à l'Université McGill de Montréal.
Membre de la Guilde canadienne des compositeurs de musique de film (GCFC) et militant des droits des compositeurs au Québec.
Lauréat d’un prix Gémeaux en 2004 (Meilleur site Web interactif pour www.onf.ca/missionarctique).
Depuis 2001, il préside NDi Media, qu'il a créée.

## Filmographie
Voir liste complètehttp://www.neilsmolar.com/FR/film.htm
- 1985 : Oil Means Trouble
- 1986 : Life on Ice
- 1986 : Edge of Ice
- 1987 : Eugene Levy Discovers Home Safety
- 1987 : Equatorial River
- 1987 : Arctic River
- 1988 : Reznikoff's Revenge
- 1988 : Of Dice and Men
- 1989 : Audition
- 1991 : A Song for Tibet
- 1992 : The Boys of St. Vincent (TV)
- 1993 : Dieppe (TV)
- 1993 : The Boys of St. Vincent: 15 Years Later
- 1995 : Canada Remembers - Part Two: The Liberators
- 1995 : Canada Remembers - Part Three: Endings and Beginnings
- 1995 : Canada Remembers - Part One: Turning the Tide
- 1995 : Beauty Begins Inside: What's Eating You?
- 1995 : Beauty Begins Inside: The 'P' Syndrome
- 1995 : Beauty Begins Inside: The Pressure Zone
- 1996 : First Nation Blue
- 1996 : Captive Heart: The James Mink Story (TV)
- 1997 : Silent Cradle
- 1997 : Creatures of the Sun
- 1999 : Treasure Island
- 1999 : Trafic mortel (The Arrangement)
- 1999 : Question of Privilege
- 2000 : Double Frame
- 2000 : No Alibi
- 2001 : Varian's War (TV)